# سید محمد آقامیری
سید محمد آقامیری (زادۀ ۱۳۵۱) سیاستمدار اهل ایران است که در دولت سیزدهم سمت استاندار قم را از سال ۱۴۰۲ تا ۱۴۰۳ برعهده داشت. وی پیش‌تر رئیس سازمان دامپزشکی کشور بود و از فروردین تا خرداد ۱۴۰۲ به‌عنوان سرپرست وزارت جهاد کشاورزی فعالیت می‌کرد. 
آقامیری دانش‌آموخته دانشکده دامپزشکی دانشگاه تهران است‌. وی علاوه بر مدرک دکترای دامپزشکی، دارای تحصیلات تکمیلی در حوزه اقتصادی بوده و دارای مدرک دکترای تخصصی (PhD) علوم اقتصاد می‌باشد.

## استانداری قم
آقامیری در زمان تصدی استانداری قم هیچ نشست خبری رسمی با رسانه‌ها برگزار نکرد و از وی به استانداری یاد می‌شود که کمترین میزان پاسخگویی به رسانه‌ها را داشت. 
حضور آقامیری در استانداری و شیوه خاص مدیریت وی، انتقادات فراوانی را در پی داشت تا جایی برخی مدیران و منصوبان آقامیری نیز زبان به انتقاد از او گشودند. 
آقامیری در آخرین روزهای حضور در استانداری قم، اقدام به برکناری دو تن از مدیران استانداری کرد.
همچنین وب‌سایت خبری «قم پرس» در حساب اینستاگرام خود مدعی شد که با انتشار خبر پایان ریاست آقامیری در استانداری قم، جمعی از کارکنان این اداره اقدام به پخش شیرینی کرده‌اند. 

## تلاش برای ابقا در دولت پزشکیان
آقامیری علیرغم اینکه استاندار دولت سیزدهم بود، با این حال پس از استقرار دولت مسعود پزشکیان سعی کرد تا به این دولت نزدیک شود که این موضوع از سوی برخی رسانه‌ها به تلاش برای ابقای خود در دولت چهاردهم تعبیر شده‌است‌.  